# Сільмашивець (Бішкек)
«Сільмашивець» (кирг. Сельмашевец) — киргизський футбольний клуб, який представляв Бішкек. В даний час клуб не існує.

## Хронологія назв
- 19??: ФК «Торпедо» (Фрунзе)
- 1963: ФК «Сільмашивець» (Фрунзе)
- 1992: ФК «Сільмашивець» (Бішкек)
- 1994: злився з Інструментальником (Бішкек) в Ротор (Бішкек)

## Історія
Футбольний клуб  «Сільмашивець» було засновано в місті Фрунзе під назвою ФК «Торпедо». В 1963 році він змінив назву на ФК «Сільмашивець» (Фрунзе). За радянських часів клуб виступав переважно в республіканських футбольних змаганнях, які в той час мали статус змагання серед колективів фізичної культури (фактично — аматорський рівень). В сезонах 1959, 1965, 1966, 1968, 1969, 1970, 1973, 1975, 1977, 1979, 1989, 1990 та 1991 років клуб також брав участь в Кубку СРСР з футболу серед КФК, в якому найкращим результатом клубу був вихід до 1/2 фіналу турніру в сезоні 1969 році, в якому поступилися тбіліському Сінатле. В республіканських змаганнях клуб 16 разів ставав переможцем Чемпіонату Киргизької РСР та 15 разів володарем Кубку Киргизької РСР.
В 1992 році команда дебютувала у вищій лізі чемпіонату Киргизстану та посіла високе 4-тее місце, а в національному Кубку дійшли до 1/4 фіналу, де з рахунком 1:2 поступилися СКА-Достуку з с. Соколук. В наступному сезоні в національному чемпіонаті команда виступила дещо гірше та посіла 8-ме місце, а в національному кубку клуб дійшов до 1/2 фіналу, де поступився Алзі-РІІФ з рахунком 1:3.
В 1994 році ФК «Сільмашивець» (Бішкек) та Інструментальником (Бішкек) злилися в один клуб, який отримав назву ФК «Ротор» (Бішкек), який розпочав свої виступи у вищій лізі чемпіонату Киргизстану та Кубку Киргизстану.

## Досягнення
- Чемпіонат Киргзької РСР з футболу
  -  Чемпіон (16): 1956, 1958, 1959, 1964, 1966, 1968, 1972, 1973, 1977, 1979, 1986, 1987, 1988, 1989, 1990, 1991
  -  Віце-чемпіон (3): 1960, 1965, 1974

- Кубок Киргзької РСР з футболу
  -  Переможець (15): 1956, 1959, 1965, 1966, 1968, 1969, 1970, 1973, 1975, 1977, 1984, 1985, 1989, 1990, 1991

- Топ-Ліга
  - 4-те місце (1): 1992

- Кубок Киргизстану
  - 1/2 фіналу (1): 1993

## Відомі гравці
- Назім Аджиєв
- Рінат Аїтов
- Рінат Аміров
- Насретдін Аспауров
- Анатолій Багнов
- Констянтин Веселов
- Зуфар Гайсулін
- Олександр Гаржей
- Юрій Глуховеров
- Станіслав Гультиков
- Євгеній Жемчуг
- Амінбек Зайнидінов
- Олександр Іванов
- Марибай Каландаров
- Григорій Камінський
- Павло Кириллов
- Павло Князєв
- Азім Кожантаєв
- Анатолій Концов
- Олег Корнеєв
- Олександр Краснощок
- Сергій Куніцин
- Віктор Литвинов
- Шах-Ісмаїл Мурадов
- В.Мустафін
- Геннадій Нікітченко
- Сергій Пахомов
- Анатолій Подстречний
- Олег Покатилов
- Володимир Радченко
- Олександр Ревін
- Геннадій Рябов
- Михайло Рябов
- В'ячеслав Строчилін
- Ігор Ткаченко
- Камолджан Тойчиєв
- Валерій Ушаков
- Сергій Федотов
- Геннадій Фокін
- В.Фоменко
- Олександр Хабаров
- Мурат Шигабутдінов
- Рафаель Шигабутдінов
- Артем Щербина

## Відомі тренери
- Григорій Камінський